# Narekovaj
Narekováj, tudi navédnica, („ “ ali » «) je v jezikoslovju dvodelno ločilo, s katerim se označuje dobesedni navedek premega govora, zaznamuje navedke (citate), naslove, imena (vzdevke), oziroma daje besedam poseben pomen.

## Narekovaji v slovenščini
V slovenščini se uporablja več oblik narekovajev:
| Vrsta narekovaja                                    | Znak  |
| --------------------------------------------------- | ----- |
| dvojni spodnje-zgornji (običajno v rokopisih)       | „ABC“ |
| enojni spodnje-zgornji (običajno v rokopisih)       | ‚ABC‘ |
| dvojni srednji (običajno v tiskanih besedilih)      | »ABC« |
| enojni srednji (običajno v tiskanih besedilih)      | ›ABC‹ |
| zgornja narekovaja (v nekaterih tiskanih besedilih) | ‘ABC’ |

Na računalniški tipkovnici je kot nadomestek za narekovaj dosegljiva tudi resica ('), ki se uporablja kot zgornji resični narekovaj ("xxx") ali namesto opuščaja (x' − namesto x’). Resičnih narekovajev v resno oblikovanih besedilih ne uporabljamo.

### Raba v slovenščini
Najbolj izrazita raba narekovajev je spremni stavek in premi govor.
- „Potem pa kar grem,“ je zaihtel Jaka.
- Jaka je zaihtel: „Potem pa kar grem.“
- „Potem pa,“ je zaihtel Jaka, „kar grem.“

Lega narekovajev je takšna, da je prvi nagnjen v desno, drugi pa v levo. Če tisto, kar narekovaj omejuje, ni samostojni stavek in je njegov del, drugi narekovaj ostane nagnjen v levo neposredno na končno črko. To je podobno kot pri t. i. britanskem ali logičnem navajanju.
- „Dobro jutro,“ je pohitel novi asistent.
- Govorili so o „nekem blaznem načrtu“.

Če ni priloženega stavka, lahko narekovaje zamenjamo s pomišljajem:
- – Potem pa kar grem.

Če premi govor vsebuje drug premi govor, se lahko uporablja različne tipe narekovajev. Notranje narekovaje lahko tudi opustimo, če je vsebina dovolj jasna.
- Začela je: „Uganeš, kaj mi je tista ostudna pošast rekla? Rekla je: ‚Potem pa kar jutri pridi. Bo v redu?‘“
- Začela je: ‚Uganeš, kaj mi je tista ostudna pošast rekla? Rekla je: „Potem pa kar jutri pridi. Bo v redu?“‘
- Začela je: »Uganeš, kaj mi je tista ostudna pošast rekla? Rekla je: „Potem pa kar jutri pridi. Bo v redu?“«

Narekovaji se uporabljajo tudi pri poudarjanju nenavadne rabe besede, oziroma kadar želimo ponazoriti, da beseda ni rabljena, kot je to običajno, in tudi, če jo želimo le poudariti. Po navadi so v tiskanem besedilu takšne besede natisnjene ležeče ali krepko z razliko  rabe preveč narekovajev.
- Pravi „prijatelj“ je.
- Kaj pa pravzaprav pomeni „svoboda“?
- Ne vem, zakaj govori o „alternative medicine“; kot da bi bilo tako težko reči „alternativna medicina“.
- Accusative 'tožilnik' je velikokrat združen z dative 'dajalnikom' v objective 'predmetni' sklon. – v tem primeru se uporabi enojni zgornji narekovaj.

Narekovaji se uporabljajo tudi za označevanje lastnih imen, ki jih lahko slučajno zamenjujemo za navadne samostalnike, kot so začetki stavkov.
- „Sonetni venec“ je zelo zapleten. – to se nanaša na Prešernov sonetni venec s tem imenom.
  - Vendar: Prešernov Sonetni venec je zelo zapleten.

## Narekovaji v drugih jezikih

### Ruščina
V ruščini se je velikokrat uporabljal in se še vedno prvenstveno uporablja usredinjeni dvojni narekovaj, vendar obrnjen 
- Являлся составителем некоторых сборников советской и зарубежной фантастики («31 июня», «Фантастикa», 1965 год, вып. 2).

in dvojni zgornji
- В 1958 году вышли первые их произведения („Извне“, „Спонтанный рефлекс“ и др.), в 1959 — повесть „Страна Багровых туч“.
- «Это пример „вложенных“ кавычек.»

### Pregled narekovajev v nekaterih jezikih
| jezik                     | standardno | standardno  | druga možnost | druga možnost | razmik |
| jezik                     | dvojni     | enojni      | dvojni        | enojni        | razmik |
| jezik                     | (normalni) | (polovični) | (normalni)    | (polovični)   | razmik |
| jezik                     |            | (opuščajni) |               | (opuščajni)   | razmik |
| ------------------------- | ---------- | ----------- | ------------- | ------------- | ------ |
| afrikanščina              | „…”        | ‚…’         |               |               |        |
| albanščina                | «…»        | ‹…›         | “…„           | ‘…‚           |        |
| angleščina                | ‘…’        | “…”         | “…”           | ‘…’           | 1~2 pt |
| beloruščina               | «…»        | ‹…›         | „…“           | ‚…‘           | 1 pt   |
| bolgarščina               | „…“        | ‚…‘         |               |               |        |
| češčina                   | „…“        | ‚…‘         | »…«           | ›…‹           |        |
| danščina                  | »…«        | ›…‹         | „…“           | ‚…‘           |        |
| estonščina                | «…»        | ‹…›         | „…“           | ‚…‘           |        |
| finščina                  | ”…”        | ’…’         | »…»           | ›…›           |        |
| francoščina               | « … »      | ‹ … ›       | “…”           | ‘…’           | ¼ em   |
| grščina                   | «…»        | ‹…›         | “…„           | ‘…‚           | 1 pt   |
| hrvaščina                 | »…«        | ›…‹         |               |               |        |
| irščina                   | “…”        | ‘…’         |               |               | 1~2 pt |
| islandščina               | „…“        | ‚…‘         |               |               |        |
| italijanščina             | «…»        |             | “…”           | ‘…’           | 1~2 pt |
| japonščina                | 「…」      | 『…』       |               |               |        |
| kitajščina                | 「…」      | 『…』       | “…”           | ‘…’           |        |
| latvijščina               | «…»        | ‹…›         | „…“           | ‚…‘           |        |
| litovščina                | „…“        | ‚…‘         | «…»           | ‹…›           |        |
| lužiška srbščina          | „…“        | ‚…‘         |               |               |        |
| madžarščina               | „…”        |             | »…«           |               |        |
| nemščina                  | „…“        | ‚…‘         | »…«           | ›…‹           |        |
| nizozemščina              | „…”        | ‚…’         | ”…”           | ’…’           |        |
| norveščina                | «…»        | ‹…›         | “…”           | ‘…’           |        |
| poljščina                 | „…”        | ‚…’         | «…»           |               |        |
| portugalščina             | «…»        | ‹…›         | “…”           | ‘…’           | 0~1 pt |
| portugalščina (Brazilija) | “…”        | ‘…’         |               |               | 0~1 pt |
| romunščina                | „…”        | «…»         |               |               |        |
| ruščina                   | «…»        |             | „…“           |               |        |
| slovaščina                | „…“        | ‚…‘         | »…«           | ›…‹           |        |
| slovenščina               | „…“        | ‚…‘         | »…«           | ›…‹           |        |
| srbščina                  | „…“        | ‚…‘         | »…«           | ›…‹           |        |
| španščina                 | «…»        | ‹…›         | “…”           | ‘…’           | 0~1 pt |
| švedščina                 | ”…”        | ’…’         | »…»           | ›…›           |        |
| Švica                     | «…»        | ‹…›         |               |               |        |
| turščina                  | «…»        | ‹…›         | “…„           | ‘…‚           | 0~1 pt |
| ukrajinščina              | «…»        | ‹…›         | „…“           | ‚…‘           | 1 pt   |

1. 1 2  V daljših navedkih se glavni narekovaj ponavlja na začetku vsake vrstice.
2. 1 2 3 4  V Švici se uporabljajo enaki narekovaji za vse jezike: francoščino, italijanščino in nemščino.
3. 1 2 3 4  Znotraj drugega navedka.
4. ↑  Redko.